# مدل‌های ریاضی در فیزیک
مدل‌های ریاضی در فیزیک اهمیت زیادی دارند. تئوری‌های فیزیکی تقریباً همواره با استفاده از مدلهای ریاضی بیان می شوند. از هندسه اقلیدسی در فیزیک کلاسیک بسیار زیاد استفاده می شود. اما در موارد محدود مانند نظریهٔ نسبیت و مکانیک کوانتومی مدل‌های ریاضی در همهٔ مواقع صدق نمی‌کنند و نیاز به پالایش بیشتر دارند.
قوانین فیزیک با معادلات ساده مانند قوانین حرکت نیوتن، معادلات ماکسول و معادله شرودینگر نمایش داده می شوند. این قوانین مانند یک اساس برای ساخت مدل‌های ریاضی در شرایط واقعی هستند. بسیاری از شرایط واقعی بسیار پیچیده هستند، بنابراین با استفاده از مدل‌های ریاضی در کامپیوتر که ازقوانین اساسی یا مدل‌های تقریبی از قوانین اساسی ساخته شده، محاسبه می شوند.
در مهندسی، مدل‌های فیزیکی، معمولاً توسط روش‌های ریاضی از قبیل تجزیه و تحلیل المان محدود ساخته شده اند.